# Xo'jayli
Xo'jayli (karakalpak: Хo'jeli, in uzbeko Xo‘jayli, in russo Ходжейли) è una città dell'Uzbekistan, nella repubblica autonoma del Karakalpakstan, capoluogo del distretto omonimo. Si trova circa 10 km a sud-ovest di Nukus, sulla riva meridionale dell'Amu Darya, a un'altitudine di 73 m s.l.m. Il suo nome è talvolta trascritto anche come Хojeli, Chudżajli, Hücayli, Hüceyli, Hodžejli, Hūdžajli, Khüjayli, Khujayli, Khodjeyli o Khodzheyli.
La città si trova sulla linea ferroviaria che collega Türkmenabat con Maqat in Kazakistan.